# Ливингстон, Давид
Дави́д Ли́вингстон (англ. David Livingstone [dˈe͡ɪvɪd lˈɪvɪŋstˌən]; 19 марта 1813, Блантайр, графство Ланарк, Шотландия — 1 мая 1873, Читамбо, к югу от оз. Бангвеулу [ныне в Замбии]) — шотландский миссионер, конгрегационалист, исследователь Африки.
Член Лондонского королевского общества (1858), корреспондент Парижской академии наук (1869), член Лондонского миссионерского общества.

## Биография

### Молодость

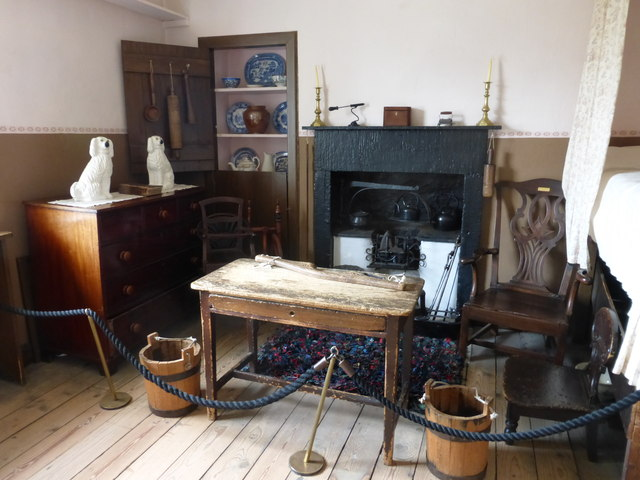
Дом, в котором родился Ливингстон

Давид Ливингстон родился в деревне Блантайр (англ. Blantyre, графство Ланаркшир) в бедной шотландской семье Нэйла Ливингстона и Агнессы Хантер. С 10 лет начал работать на ткацкой фабрике Henry Monteith & Co вместе с братом. Он самостоятельно выучил латинский и греческий языки, а также математику. Это позволило ему отложить средства и поступить в Андерсоновский университет (современный Университет Стратклайда), где на протяжении двух лет Ливингстон изучал медицину, после чего получил степень доктора. Ливингстон также посещал курсы теологии в Университете Глазго.

### Первые африканские экспедиции
20 ноября 1840 года Ливингстону был предоставлен статус миссионера; в конце того же года он отплыл в Африку и прибыл в Кейптаун 14 марта 1841 года.
Следующие пятнадцать лет Ливингстон провёл в беспрерывных путешествиях по внутренним районам Южной и Центральной Африки. Он имел многочисленные стычки с местными бурами и португальцами по причине их жестокого обращения с коренными африканцами, вызывавшего у него острое неприятие, и создал себе репутацию убеждённого христианина, отважного исследователя и пылкого борца с рабством и работорговлей. Ливингстон быстро учил языки местного населения и завоёвывал его уважение.
31 июля 1841 года Ливингстон прибыл в миссию Моффета в Курумане на северной границе Капской колонии, а в 1843 году основал собственную миссию в Колобенге в Стране бечуанов (тсвана) (будущий протекторат Бечуаналенд, ныне — Ботсвана). Почти сразу же после прибытия он начал осуществлять экспедиции на север, к неизведанным европейцами и, как считалось, плотнее населённым местностям, ещё незатронутым проповеднической деятельностью христианских миссионеров. Его целью была пропаганда веры через «местных агентов» — обращённых африканцев. К лету 1842 года Ливингстон уже пробрался на север вглубь неприветливой пустыни Калахари дальше, чем кто-либо из европейцев до него, знакомясь с местными языками и обычаями.

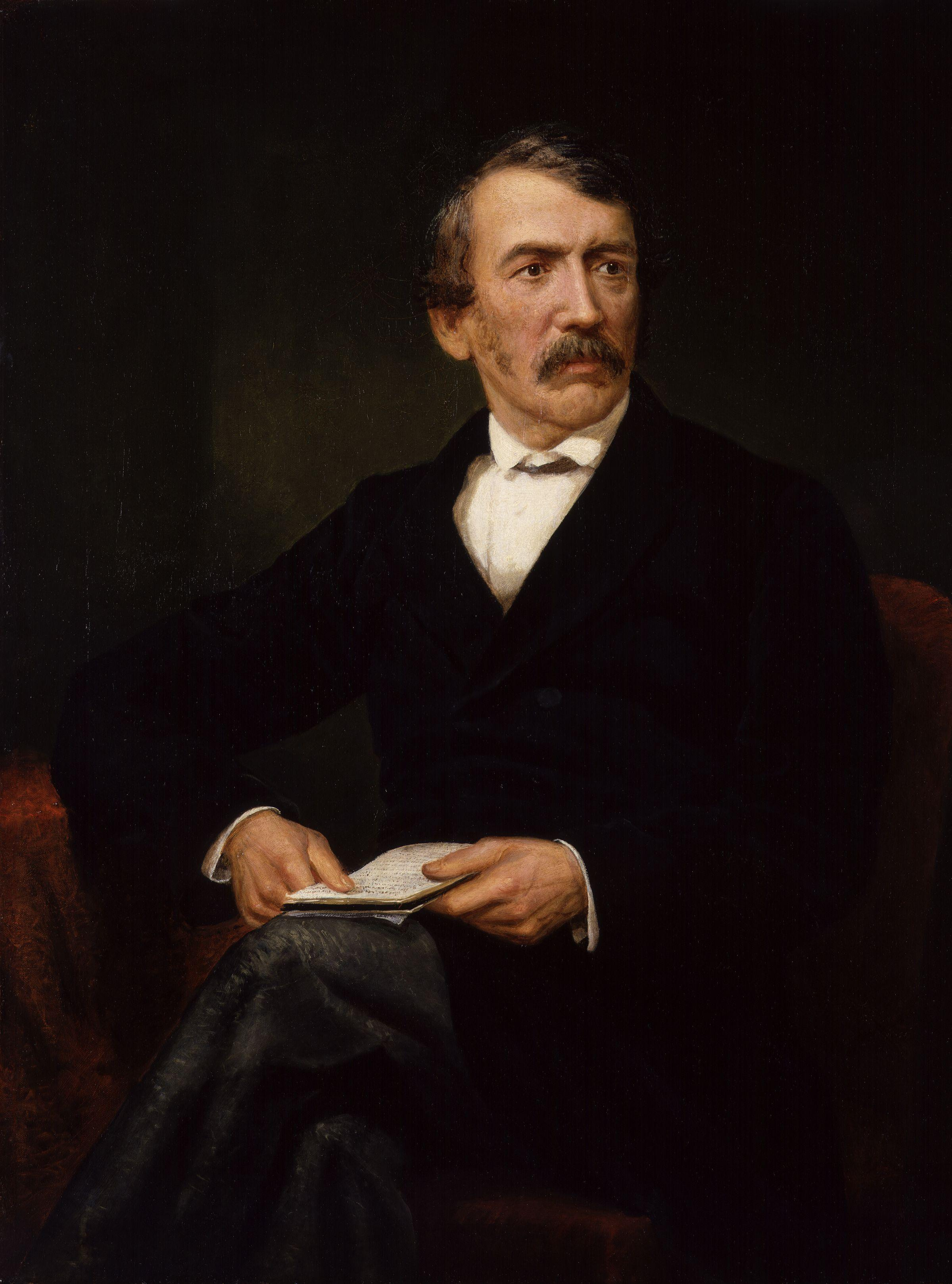
Портрет работы Фредерика Хавилла.

В 1843 году он посетил поселение племени квена (баквена) народа тсвана и сдружился с его предводителем Сечеле, который со временем стал первым из предводителей тсванских племён, обращённым в христианство. Сечеле дал Ливингстону исчерпывающую информацию о находящихся на севере «земле большой жажды» — Калахари — и озере Нгами.
Миссионерское упорство Ливингстона подверглось драматическому испытанию в 1844 году, когда во время путешествия в Мабоца с целью устройства там миссии на него напал и серьёзно ранил лев. Повреждение левой руки затем усугубилось другим несчастным случаем, в результате чего она осталась искалеченной на всю жизнь. Ливингстон больше не мог удерживать ствол ружья левой рукой, и был вынужден выучиться стрелять с левого плеча и целиться левым глазом.
2 января 1845 года Ливингстон женился на дочери Роберта Моффета Мэри. На протяжении семи лет она, несмотря на беременности и протесты своего отца, сопровождала Ливингстона в его путешествиях и родила ему четырёх детей. Ливингстоны поселились сначала в миссии в Мабоца, потом ненадолго переехали в Тчонване, а с 1847 года жили в Колобенге. Главной причиной перенесения миссии в Колобенг было наличие там питьевой воды из одноимённой реки, необходимой для орошения посевов. Именно в Колобенге Сечеле был крещён при условии, что он откажется принимать участие в любых языческих церемониях вроде вызывания дождя, и разведётся со всеми своими жёнами, оставив одну. Эти условия вызвали недовольство части племён тсвана, считавших Ливингстона виновным в страшной засухе и пересыхании реки Колобенг, которые случились в 1848 году и унесли жизни большого количества людей и скота. Кроме того, бывшие жёны Сечеле, которые внезапно оказались без мужа, столкнулись со значительными трудностями в патриархальном обществе тсвана.
В июне 1849 года Ливингстон (в качестве топографа и научного работника) в сопровождении африканцев-проводников первым из европейцев пересёк пустыню Калахари и исследовал озеро Нгами на южном крае болот Окаванго, открытом 1 августа. За это открытие он был награждён британским Королевским географическим обществом Золотой медалью и денежной премией. С этого события начинается европейская известность Ливингстона и его сотрудничество с географическим обществом, которое продолжалось на протяжении всей его жизни. Общество представляло его интересы в Англии и занималось пропагандой его деятельности в Европе. В пустыне Ливингстон встретил племена бушменов и бакалахари, жившие в каменном веке, и впервые познакомил внешний мир с их устоями.
В 1850 году Ливингстон с женой и детьми собирался основать новое поселение на берегу открытого озера Нгами. В 1851 году Ливингстон достиг болот Линьянти на реке Квандо, притоке Замбези, где познакомился с правителем народа макололо (кололо) Себетване. Вскоре после их встречи — в 1851 году — вождь Себетване умер, передав власть сыну Секелету, также ставшему другом шотландского миссионера. Ливингстон считал макололо чрезвычайно приспособленными для миссионерской работы и принятия христианства. В дальнейшем он неоднократно использовал земли макололо как базу для своих экспедиций вглубь Центральной Африки. В 1852 году Ливингстон отправился в новое путешествие. Он проник в бассейн реки Замбези и в мае 1853 года вступил в Линьянти, главный посёлок макололо. Там миссионер заболел, но вождь Секелету приложил все усилия для спасения Ливингстона.
В 1852 году значительно ухудшились отношения миссионера с бурами, которые предъявляли ему обвинения в распространении среди народа тсвана огнестрельного оружия и контрабанде. Соображения безопасности и необходимость дать детям образование заставили Ливингстона в том же году отослать жену с детьми обратно в Шотландию, где они бы не страдали от нелёгких условий жизни в Африке. В сентябре того же года отряд бурского ополчения осуществил набег на земли тсвана, разграбив миссии Мабоца и Колобенг и уведя в рабство большое количество тсвана. Ливингстон, который в это время возвращался из Кейптауна, отсутствовал в Колобенге и не мог помочь африканцам.

### Водопад Виктория

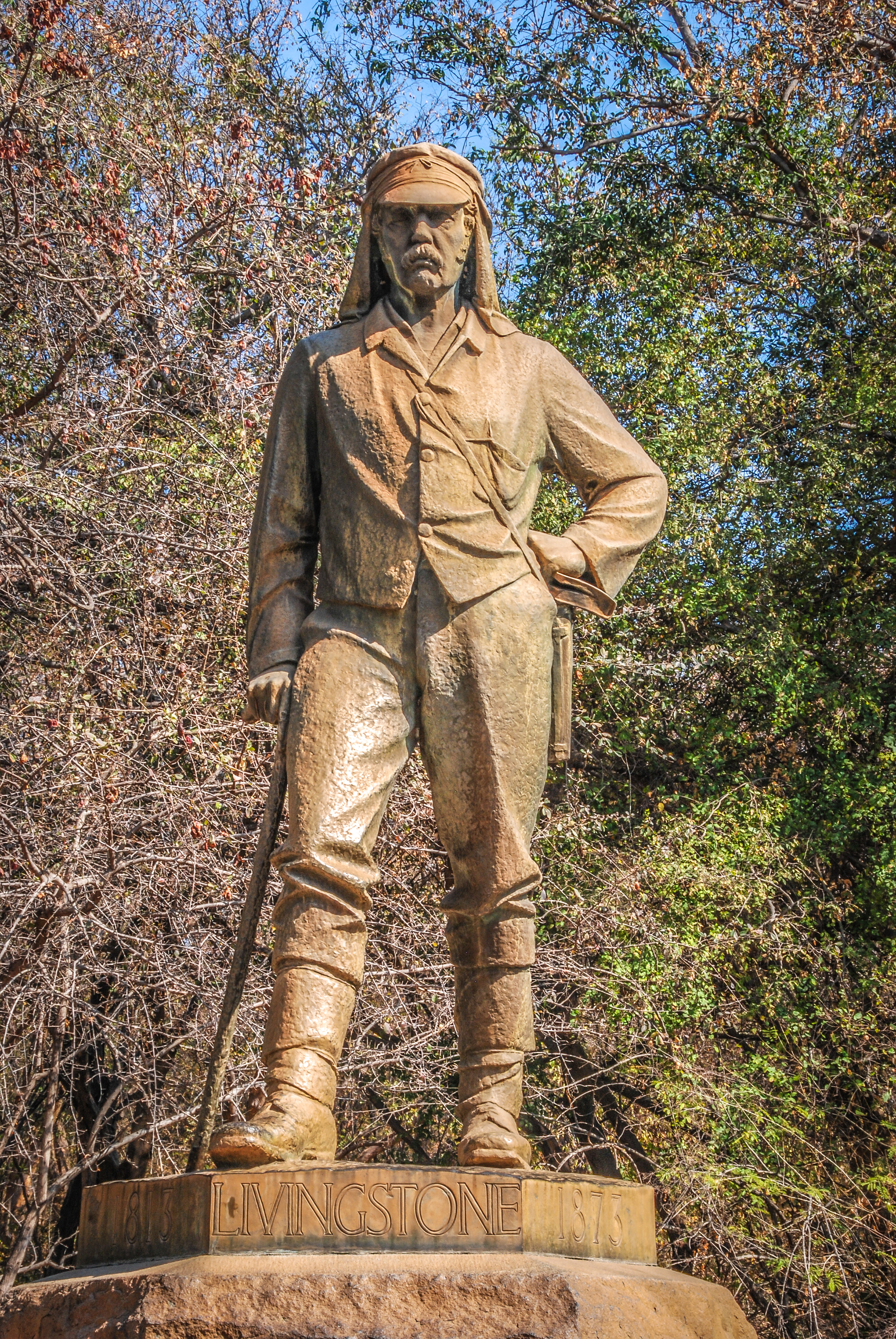
Памятник Давиду Ливингстону у водопада Виктория

Устроив семью в безопасности в Британии, Ливингстон с новыми силами взялся за распространение «христианства, торговли и цивилизации» на север от границ Капской колонии к самому сердцу континента. В своём знаменитом манифесте 1853 года он сформулировал свою цель следующим образом: «Я открою Африку или погибну».
11 ноября 1853 года он в сопровождении группы макололо отправился из Линьянти на северо-запад. Его целью был поиск путей из земель кололо к атлантическому побережью, откуда можно было бы удобнее торговать с внешним миром и бороться с работорговлей, и путь куда был бы удобнее, чем южный маршрут через территорию буров и Калахари. В сопровождении группы кололо Ливингстон сначала спустился на лодках по речке Чобе (Квандо) к её слиянию с Замбези, после чего экспедиция отправилась против течения к верховью реки. Через месяц лодки пришлось оставить, так как многочисленные пороги и начало сезона дождей сделали передвижение по реке слишком опасным.
Экспедиция отправилась дальше вдоль Замбези пешком. К 1854 году она достигла её небольшого левого притока Шефумаге и, поднявшись вдоль её русла, пересекла водораздел (как известно сейчас, между бассейнами Замбези и Конго), за которым все реки текли уже на север. Продвигаясь дальше в северо-западном и западном направлении, Ливингстон со спутниками пересёк реку Касаи и множество её притоков — Чиумбе, Лвашиму, Чикапу, Квилу и прочие. В апреле 1854 года после пересечения полноводной реки Кванго — крупнейшего притока Касаи — экспедиция достигла Касанже, наиболее восточного поселения португальцев в Анголе. После этого, перевалив через горы Тала-Мунгонго, разделяющие долины Кванго и Кванзи, Ливингстон попал в сравнительно хорошо известную европейцам местность.
Путешественник, получивший от африканцев прозвище «Великий лев», поднимался вверх по реке Лайбе и 31 мая 1854 года достиг португальской колонии — города Луанды на Атлантическом побережье. Обессиленный, измученный голодом и подхвативший малярию Ливингстон был вынужден задержаться в Луанде, но 20 сентября, поправив здоровье, отправился со своими спутниками макололо назад к Линьянти, куда они прибыли только 11 сентября 1855 года.
Главным научным результатом этого путешествия было открытие озера Дилоло, лежащего на водоразделе двух речных бассейнов: один из них принадлежит к Атлантическому океану, другой — к Индийскому. Западный сток озера питает систему рек Конго, восточный — Замбези. За это открытие Географическое общество наградило Ливингстона Золотой медалью, хотя ещё раньше теоретически к этому открытию пришёл чисто кабинетный учёный Мерчисон.
Далее Ливингстон решил попытаться найти более удобную дорогу к океану — на восток. 3 ноября 1855 года большой отряд во главе с миссионером отправился в путь. Дальнейшее путешествие вниз по Замбези стало возможным лишь благодаря поддержке предводителя кололо Секелету, поскольку личные средства Ливингстона и гранты Географического общества были уже давно исчерпаны. Секелету обеспечил экспедицию носильщиками, вьючными ослами и провизией, предоставил ей запас стеклянных бус и железных изделий, которые во многих местах Африки использовались в качестве средства расчёта, а также выделил большую партию слоновьей кости для торговли. Секелету лично сопровождал экспедицию до наиболее выдающегося, по его мнению, географического объекта.
Через две недели Ливингстон и его спутники пристали к берегу реки Замбези, где увидели грандиозный водопад шириной до 1800 м и высотой до 120 м, который африканцы называли «Моси ва Тунья» (грохочущая вода). Этот водопад Ливингстон, увидевший его первым из европейцев, назвал именем английской королевы Виктории. Ныне возле водопада установлен памятник шотландскому исследователю, на постаменте которого написан девиз Ливингстона: «Христианство, торговля и цивилизация» («Christianity, Commerce and Civilization»).

### Экспедиция в долине Замбези
Ниже водопада Замбези течёт через серию узких обрывистых ущелий. Чтобы обойти этот труднопроходимый отрезок, экспедиция отклонилась на север и по плоскогорью Батока достигла притока Замбези Кафуэ. Спустившись по Кафуэ снова к Замбези, экспедиция достигла другого значительного левого притока Луангвы, за которой начинались земли, известные португальцам. В марте 1856 она добралась до Тете, западного форпоста португальской власти, в окраинах которого чётко ощущались последствия работорговли.
Отказавшись от изучения нижней Замбези, давно уже нанесённой на карту, Ливингстон последовал по северному рукаву реки к океанскому порту Келимане. Наконец, 20 мая 1856 года Ливингстон достиг устья Замбези. Так он завершил грандиозное путешествие — пересёк Африканский материк от Атлантического до Индийского океана. Ливингстон первым пришёл к правильному представлению об Африке как о материке, имеющем вид плоского блюда с приподнятыми краями к океану.
Ливингстон вернулся в Великобританию 9 декабря 1856 года национальным героем. Вести о нём и его путешествиях на протяжении трёх последних лет будоражили воображение всего англоязычного мира и возбудили беспрецедентный исследовательский энтузиазм. В 1857 году он издал книгу о своих путешествиях. Написанные в сдержанном, но эффектном стиле «Путешествия и исследования миссионера в Южной Африке» (Missionary Travels and Researches in South Africa) быстро разошлись в 70 000 экземплярах, заняв в истории издательского дела такое же незаурядное место, как и в истории географических открытий. На Ливингстона хлынул ливень наград и отличий. Теперь он, в конце концов, мог хорошо обеспечить семью, которая жила на грани бедности все время после возвращения в Британию. Улучшение финансового положения означало также, что отныне он может больше не зависеть от Лондонского миссионерского общества.
После завершения своей книги Ливингстон провёл шесть месяцев, выступая с речами и лекциями по всем Британским островам, и был удостоен аудиенции у королевы Виктории. В своей речи в Кембриджском университете 4 декабря 1857 года он указал, что не сможет довести свои африканские исследования до конца, и обратился к университетской молодёжи с призывом продолжить работу, которую он начал. Публикация «Кембриджских лекций доктора Ливингстона» (Dr. Livingstone’s Cambridge Lectures, 1858) вызвала почти такой же интерес, как и его книга, и привела к учреждению «Университетской миссии в Центральной Африке», общества, на которое Ливингстон возлагал большие надежды во время своей второй африканской экспедиции.
Английское правительство намеревалось использовать авторитет Ливингстона среди африканцев, поэтому его назначили консулом области Замбези, и в марте 1858 года он снова отправился в Африку (взяв с собой жену, брата и сына). Этой экспедиции суждено было продолжаться с 12 марта 1858 года по 23 июля 1864 года. Ливингстону, покидавшему Британию, был предоставлен чин британского консула в Келимане и «на всем Восточном Побережье и в независимых областях внутренних регионов, а также главы экспедиции по исследованию Восточной и Центральной Африки, по распространению торговли и цивилизации с целью уничтожения работорговли».
Эта экспедиция была организована намного лучше, чем предыдущие одиночные странствия Ливингстона. Она состояла из десяти африканцев и шести европейцев (в том числе брат Ливингстона Чарльз, эдинбургский ботаник и медик Джон Кёрк, художник Томас Бейнс, геолог Ричард Торнтон), и имела к своим услугам колёсный пароход и все необходимое оборудование и припасы. Однако между европейцами неоднократно вспыхивали ссоры и споры, и некоторые из них покинули экспедицию, например, Томас Бейнс был уволен из-за обвинения в краже (которое он отрицал).
Путешествовать вверх по Замбези на пароходе оказалось невозможным, препятствием стали пороги Кебрабасса, не замеченные Ливингстоном во время его первого путешествия. Вместо исследования верхнего течения Замбези Ливингстон решил подняться по её северному притоку Шире. Местные жители рассказали, что Шире вытекает из огромного озера, которое даже на быстрой лодке можно пересечь лишь за полтора дня. На Шире экспедиции снова воспрепятствовали водопады, которые Ливингстон назвал в честь президента Географического общества Мерчисона, опередившего миссионера в разграничении бассейнов Конго и Замбези (ныне — водопады Холомбидзо). 18 апреля 1859 года Ливингстон добрался до бессточного озера Ширва (Чилва). Это было не то озеро, о котором говорили туземцы, но за неимением провизии экспедиция должна была вернуться назад. Через четыре месяца Ливингстон снова отправился к верховьям Шире, и 17 сентября 1859 года, перейдя покрытое лесом плоскогорье, экспедиция достигла южного края окружённого горами озера Ньяса.
В сентябре 1861 года Ливингстон снова посетил берега Ньясы. Он двинулся на север по её западному берегу, тогда как его брат Чарльз следовал вдоль побережья на лодке. Далеко на север им продвинуться не удалось из-за недоверия местных жителей и штормов, возникших на озере. Ливингстон составил первую более-менее достоверную карту озера — узкого водоёма, растянутого по меридиану, по мнению исследователя, более чем на 400 км (на самом деле — 580 км). Приозёрные регионы Ливингстон признал перспективными для колонизации, кроме того, он считал необходимым установить контроль над озером, через которое происходил вывоз рабов из внутренних районов Африки в мусульманские торговые города на океанском побережье, для прекращения региональной работорговли.
Для учреждения миссионерских поселений на берегах озера британское правительство подготовило два парохода — «Пионер» и «Леди Ньяса». На этих судах Ливингстон в марте 1861 года, а потом в сентябре 1862 года исследовал речку Рувума, впадающую в Индийский океан на севере Мозамбика, пытаясь найти окольный маршрут к Ньясе, который бы не пересекал территории под португальским контролем. Во время второй экспедиции Ливингстон продвинулся вверх по Рувуме на 250 км, но дальше путь снова преградили пороги. Только позже было доказано, что Рувума не соединяется с озером, и этим путём добраться до него по воде невозможно.

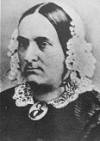
Мэри Моффат Ливингстон, супруга Дэвида Ливингстона

К неудачам экспедиции прибавились семейные трагедии. Вначале Ливингстон потерял сопровождавшую его жену, а затем — старшего сына Роберта. Мэри Ливингстон умерла от малярии 27 апреля 1862 года в Шупанге на Замбези. Старший сын Ливингстона Роберт, который должен был присоединиться к экспедиции отца в 1863 году, вместо этого поехал в охваченные гражданской войной Соединённые Штаты Америки, где записался добровольцем в армию Севера, чтобы сражаться против рабовладельцев. Он был ранен под Лорел-Хиллом в Виргинии, попал в плен и умер в лагере для военнопленных под Солсбери, Северная Каролина, 5 декабря 1864 года, когда его отец уже возвратился из Африки в Британию. К тому же брат исследователя Чарльз ещё в ходе экспедиции заболел дизентерией и был вынужден вернуться в Англию.
В 1863 году экспедиция снова возвратилась к западному берегу Ньясы. На этот раз Ливингстон отправился вглубь страны. Он выяснил, что горы, которые окружают озеро, на самом деле представляют собой широкие плоскогорья, отделяющие Ньясу от низменной области на востоке, насыщенной реками и озёрами. Некоторые реки текли на север. Именно проверке гипотезы, что они являются настоящими истоками Нила, была в определённой степени посвящена следующая экспедиция Ливингстона в Африке.
Британское правительство прекратило финансирование экспедиции и отозвало её домой в конце 1863 года, когда стало ясно, что оптимизм Ливингстона относительно политического и экономического развития региона Замбези был преждевременным. Однако Ливингстон снова продемонстрировал присущие ему раньше настойчивость и отчаянность, осуществив на своём старом небольшом пароходе «Леди Ньяса» с неполной и неподготовленной командой и при недостатке горючего плавание через весь Индийский океан к Бомбею (около 4000 км). Прибыв в Индию, он продал судно, чтобы возместить часть ущерба экспедиции.
Прессой того времени замбезийская экспедиция была объявлена сплошным провалом, и Ливингстон столкнулся с большими трудностями в поисках денег на организацию дальнейших исследований Африки. Лишь на протяжении следующих трёх десятилетий постепенно пришло осознание достижений экспедиции. Она собрала и сделала доступным для учёных Европы впечатляющий объём научных знаний и наблюдений в области ботаники, экологии, геологии и этнографии. Приоритет Ливингстона в изучении прибрежных областей озера Ньяса и предусмотренные перспективы колонизации стали важными факторами, которые оказали содействие созданию в 1893 году британского Центральноафриканского протектората, превращённого в 1907 году в колонию Ньясаленд и ставшую в 1964 году независимой Республикой Малави.
Возвратившись в Британию летом 1864 года, Ливингстон вместе со своим братом Чарльзом написал свою вторую книгу, «Повесть об экспедиции к Замбези и её притокам» (Narrative of an Expedition to the Zambesi and Its Tributaries, 1865). Во время пребывания на родине ему настойчиво советовали сделать хирургическую операцию для борьбы с геморроем, от которого он страдал на протяжении всей экспедиции. Ливингстон отказался. Вероятно, именно сильное геморроидальное кровотечение стало причиной его смерти во время третьего и последнего африканского путешествия.

### Поиски истоков Нила

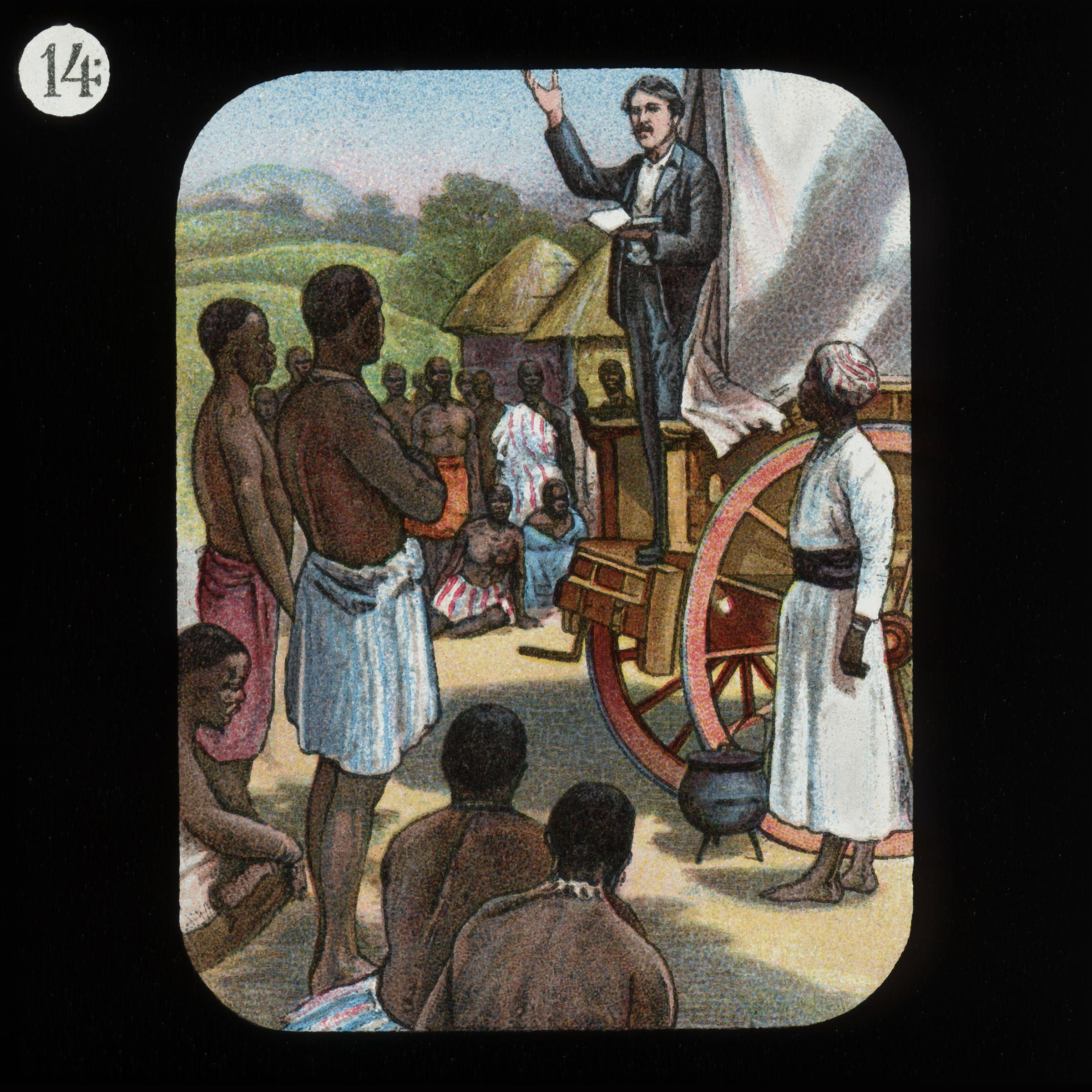
Ливингстон проповедует перед племенами Африки

На карте Африки всё ещё оставалась обширная неизученная территория, задача исследования которой стояла перед Ливингстоном. Он вернулся в Африку 28 января 1866 года, после ещё одного короткого визита в Бомбей, в статусе британского консула с широкими полномочиями и имея за собой поддержку большого количества государственных и частных учреждений. На этот раз он был единственным европейцем в составе экспедиции, а остальные участники были набраны в Индии и среди африканцев. Как и раньше, его целью было распространение христианства и уничтожение работорговли на восточных берегах Африки (Ливингстон приступил к исполнению гуманитарной миссии ещё до прибытия на континент: на Занзибаре он лично просил султана прекратить работорговлю), однако сейчас появилась и третья задача: исследование центральноафриканских водоразделов и выяснение настоящих истоков Нила. Сам Ливингстон считал, что Нил берёт начало у истоков Луалабы.
Экспедиция вышла из Микиндани на восточном побережье и отправилась на запад, однако враждебность местного племени нгони заставила Ливингстона отказаться от начальных планов не проходить по территориям, контролируемым португальцами, и достигнуть берега озера Танганьика, обойдя Ньясу с севера. Спасаясь от нгони, экспедиция должна была возвратиться на юг, и в сентябре 1866 года часть носильщиков покинула её. Во избежание наказания за дезертирство после возвращения на Занзибар они солгали, что Ливингстон погиб в стычке с нгони. Хотя уже в следующем году оказалось, что Ливингстон цел и невредим, эта выдумка добавила драматизма сообщениям об экспедиции, поступавшим в Европу.
Однако настоящий драматизм экспедиция приобрела позднее, когда Ливингстон, обойдя Ньясу с юга, снова отправился на север. В начале 1867 года у него был украден ящик со всеми медикаментами, что было настоящей катастрофой для путешественника, однако Ливингстон не прекратил движение на север, продолжив продвижение вглубь Центральной Африки. Всё это привело Ливингстона в область великих африканских озёр, где он открыл два новых больших озера — Бангвеулу и Мверу. Экспедиция пересекла две больших реки, Луангва и Чамбеши, разделённые горным кряжем Мучинга, и 1 апреля 1867 года вышла к южному краю озера Танганьика. Отправившись отсюда на юго-запад, 8 ноября Ливингстон открыл озеро Мверу, а 18 июля 1868 года — озеро Бангвеулу. Далее путешественник намеревался обследовать озеро Танганьика, но внезапно заболел тропической лихорадкой и слёг. Утомлённый и обессиленный малярией, Ливингстон был вынужден воспользоваться помощью арабских торговцев, чтобы возвратиться к озеру Танганьика, которого он достиг в феврале 1869 года.
Около месяца экспедиция передвигалась по озеру на лодках, сначала вдоль западного берега на север, а потом — напрямик через озеро к Уджиджи на восточном берегу. Здесь Ливингстона ожидали некоторые припасы, которые были присланы для него с попутными караванами с Занзибара, хотя большинство из них были разграблены или затерялись в дороге. В июле 1869 года Ливингстон покинул Уджиджи и снова пересёк озеро. Из-за плохого состояния здоровья путешественника и недоверия местного населения, обозлённого набегами работорговцев, эта часть путешествия чрезвычайно растянулась, и лишь 29 марта 1871 года Ливингстон достиг притока Конго Луалабы вблизи Ньянгве — крайней северо-западной точки своих африканских странствий. Так далеко на запад в этих краях к этому моменту не заходил ни один европеец.
Ливингстон всё ещё не знал, к бассейну какой африканской реки — Конго или Нила — принадлежит Луалаба, и был не в состоянии заниматься этим сложным вопросом, поскольку его здоровье продолжало ухудшаться. Вдобавок экспедицию саботировали работорговцы. В результате Ливингстон не смог найти лодки для путешествия по реке, а передвигаться по суше можно было, только пристав к отряду работорговцев, на что миссионер никогда бы не согласился. Ливингстон установил лишь, что Луалаба течёт на север и находится в этом месте на высоте около 600 м над уровнем моря, то есть теоретически может принадлежать к бассейну как Конго, так и Нила. То, что река впадает в Конго, было выяснено уже после смерти Ливингстона Генри Мортоном Стэнли.

### Ливингстон и Стэнли

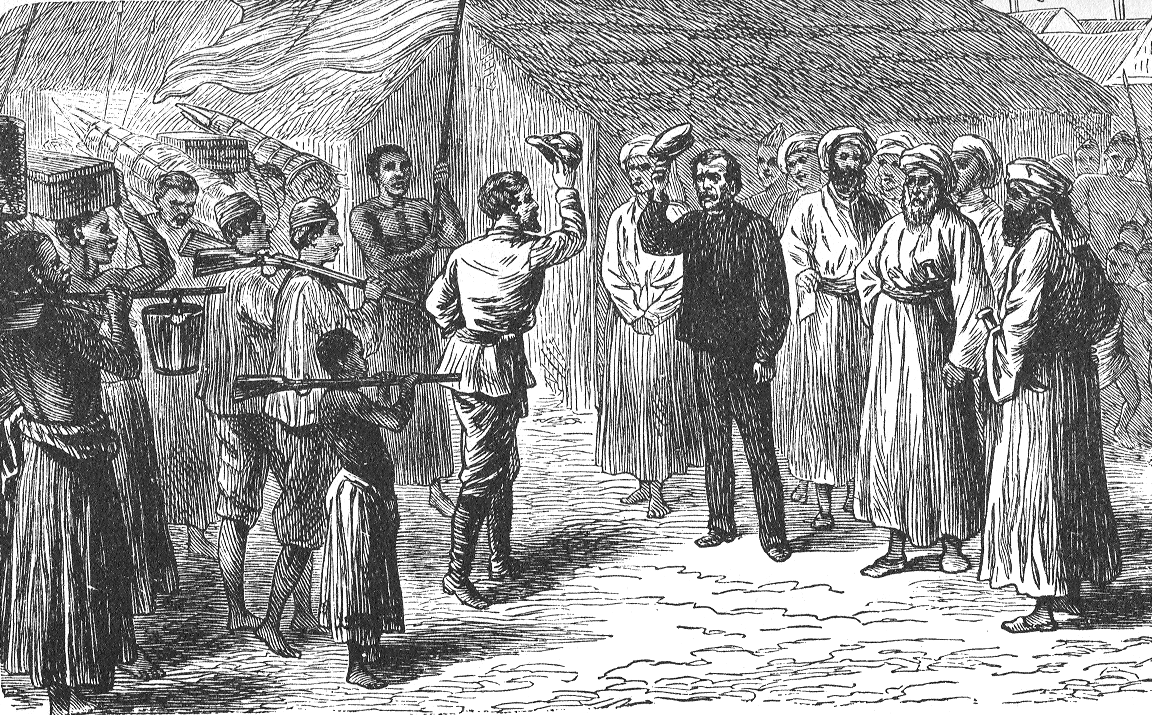
Генри Мортон Стэнли встречает Давида Ливингстона

23 октября 1871 года Ливингстон вернулся в Уджиджи обессиленным и больным. Из-за лихорадки великий исследователь потерял способность ходить и ожидал смерти. На протяжении длительного времени он не давал о себе знать, — до Занзибара дошло только одно из 44 писем путешественника. Неожиданно ему пришла на помощь экспедиция, возглавляемая газетным корреспондентом и известным в будущем авантюристом Генри Мортоном Стэнли, специально посланным на поиски Ливингстона американской газетой «Нью-Йорк Геральд» (причём оказалось, что помимо неё путешественника ищут ещё несколько подобных экспедиций). Стэнли поприветствовал Ливингстона фразой, которая впоследствии станет всемирно известной: «Доктор Ливингстон, я полагаю?» (англ. Dr. Livingstone, I presume?). Точная дата встречи Стэнли и Ливингстона неизвестна: согласно дневнику Ливингстона, это случилось между 24 и 28 октября, но Стэнли сообщает о 10 ноября.
Стэнли привёз жизненно необходимые продукты и медикаменты, и Ливингстон пошёл на поправку. Вместе со Стэнли в конце 1871 года он обследовал северные берега озера Танганьика, а затем осуществил путешествие к Уньямвези (на 320 км к востоку). Стэнли предлагал Ливингстону вернуться с ним в Европу или Америку, однако тот отказался. 14 марта 1872 года Стэнли отправился в Англию один, чтобы рассказать миру не столько о последних путешествиях знаменитого путешественника, сколько о собственных приключениях.
Вопрос об истоках Нила остался нерешённым. Во время исследования северных берегов Танганьики Ливингстон убедился, что она не имеет северного стока, однако полноводная Луалаба, хотя и отходила к западу, текла на север и могла соединяться с системой Нила. Преисполненный решимости выяснить вопрос, который беспокоил его последние годы, в 1873 году Ливингстон отправился на юго-запад к верховьям Луалабы, чтобы проследить её течение вплоть до устья. По дороге он остановился в поселении Читамбо к югу от озера Бангвеулу, на территории современной Замбии.
Здесь Давид Ливингстон опять заболел малярией. Вскоре после написания последней записи в своём дневнике («Совсем устал… Остаюсь поправляться») 1 мая 1873 года он умер вблизи селения Читамбо (ныне в Замбии) неподалёку от открытого им озера Бангвеулу. Темнокожие товарищи Ливингстона Чума и Сузи нашли великого путешественника мёртвым, на коленях возле его кровати, и подвергли его бальзамированию с помощью соли. Сердце Давида Ливингстона было похоронено в Читамбо, а законсервированное тело после девятимесячной транспортировки, преодолев расстояние около 1 500 км, было доставлено в порт Багамойо на индоокеанском побережье, откуда его отправили в Великобританию. Ливингстон был погребён с почестями в Вестминстерском аббатстве 18 апреля 1874 года. На его могиле была установлена мраморная доска с надписью: «Перенесённый верными руками через сушу и море, покоится здесь ДАВИД ЛИВИНГСТОН, миссионер, путешественник и друг человечества». В этом же году были опубликованы «Последние дневники Давида Ливингстона» (The Last Journals of David Livingston, 1874).

## Значение открытий
Ливингстон посвятил Африке бо́льшую часть своей жизни, пройдя преимущественно пешком свыше 50 тысяч километров. Он был первым, кто решительно выступил в защиту темнокожего населения Африки на таком высоком уровне. Африканцы очень любили и почитали Ливингстона, однако его жизненная трагедия заключается в том, что открытия великого исследователя были использованы британскими колонизаторами типа Сесиля Родса, пытавшимися подчинить Британской колониальной империи сплошные территории от Египта до Южной Африки. Однако этот факт только усиливает величие Ливингстона среди остальных исследователей континента. Несмотря на дух викторианства и патернализма в отношении покорённых народов, господствовавший в Англии, Ливингстон был убеждён в великом будущем африканских народов и их возможности полноценной интеграции в мировое сообщество, таким образом, выступая предтечей национально-освободительных движений Африки в XX веке.
Ливингстон дал название реке Арувими — правому притоку Конго, когда достиг этой реки и спросил туземцев, как она называется, а в ответ услышав: «Арувими», что на местном наречии означает «Что он сказал?».
В честь Давида Ливингстона названы города Ливингстония в Малави и Ливингстон (Марамба) в Замбии, а также водопады в нижнем течении Конго и горы на северо-восточном берегу озера Ньяса. Блантайр, крупнейший город Малави с населением более 600 000 человек, был назван так в честь родного города Ливингстона. В его же честь назван минерал ливингстонит — двойной сульфид ртути и сурьмы.

## Образ Ливингстона в культуре
- О жизни Ливингстона рассказывается в романе Жюля Верна «Пятнадцатилетний капитан» (глава «Известия о докторе Ливингстоне»).
- Некоторые заметки о Ливингстоне можно найти в произведении Луи Буссенара «Похитители бриллиантов»
- Образы Ливингстона и Стэнли запечатлены в книге А. Грина «Вокруг Центральных Озёр».
- 1974 — «What About Livingstone» — песня шведского квартета ABBA
- 1986 — «Ливингстон, я полагаю?» — компьютерная игра Livingstone Supongo.
- 1997 — Запретная территория (англ. Forbidden Territory: Stanley's Search for Livingstone[6].

## Сочинения
- Ливингстон Д. Путешествия и исследования в Южной Африке с 1840 по 1856 г. М., 1956. СПб., 2009;
- Ливингстон Д. Путешествие по Замбези с 1858 по 1864 гг. 3-е изд. М., 1956. М., 2001;
- Ливингстон Д. Последнее путешествие в Центральную Африку. М., 1968.
- Ливингстон Д. Дневники исследователя Африки / Пер. с англ. — М.: Эксмо, 2011. — 480 с. — (Подарочные издания. Великие путешествия). — 4000 экз., ISBN 978-5-699-48587-1